# Verebnung

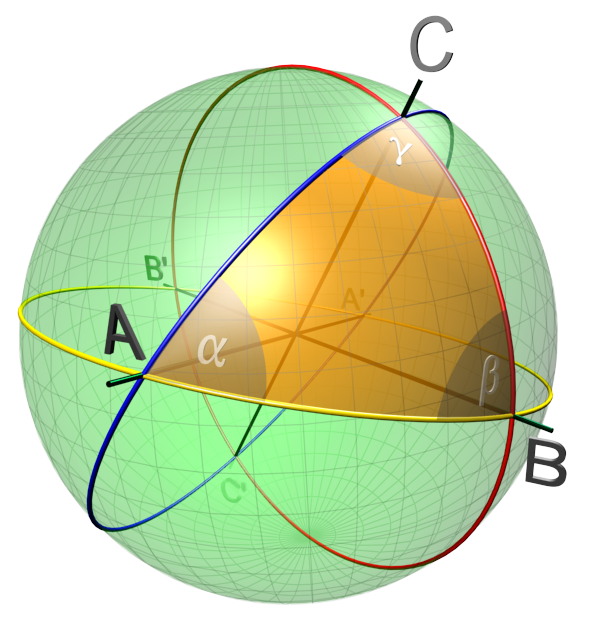
Kugeldreieck mit Winkeln

Unter Verebnung wird eine vereinfachte Berechnungsmethode für Kugeldreiecke verstanden, die sie auf ebene Dreiecke zurückführt. Die Methode wird in der Geodäsie und teilweise in der  Sphärischen Trigonometrie verwendet, wenn zwei bis drei Dreieckswinkel {\displaystyle \alpha ,\beta ,\gamma } in der Natur gemessen oder anderweitig bekannt sind. Sie ergibt für Dreiecksseiten einer Länge bis etwa 100 km eine Genauigkeit im Millimeter-Bereich, d. h. ca. {\displaystyle 10^{-8}.}
Der Rechenvorgang ist folgendermaßen:
1. genäherte Berechnung der Dreiecksfläche {\displaystyle {\tilde {A}}} (hierfür genügen vorläufige Werte)
2. Berechnung des sphärischen Exzesses {\displaystyle \epsilon }, um den die Winkelsumme eines sphärischen Dreiecks den Wert von 180° übersteigt:

{\displaystyle \epsilon =\alpha +\beta +\gamma -180^{\circ }}
aus der genäherten Dreiecksfläche {\displaystyle {\tilde {A}}}:
{\displaystyle {\tilde {A}}={\frac {\epsilon }{180^{\circ }}}\cdot \pi R^{2}\quad \Leftrightarrow \quad \epsilon ={\frac {\tilde {A}}{\pi R^{2}}}\cdot 180^{\circ },}
worin {\displaystyle R} der Kugelradius ist.
3. Verminderung aller gemessenen (sphärischen) Dreieckswinkel um {\displaystyle {\frac {\epsilon }{3}}}
4. Berechnung der Dreiecksseiten mittels ebener Trigonometrie.
Bei einem sehr kleinen Kugeldreieck (klein im Vergleich zur gesamten Erdoberfläche) übersteigt die Winkelsumme den Wert von 180° nur wenig. So hat z. B. ein gleichseitiges Dreieck mit 21 km langen Seiten einen sphärischen Exzess von nur 1 " (etwa das Zehnfache der modernen Messgenauigkeit). Überdeckt das Dreieck hingegen fast die halbe Kugeloberfläche (drei Winkel zu fast 180°), so ist die Winkelsumme nur wenig kleiner als 540° und der Exzess daher beinahe 360°.
Der direkte Zusammenhang zwischen Exzess und Dreiecksfläche wird am Achtel einer Kugel deutlich (gleichseitiges Dreieck mit drei sphärischen Winkeln zu je 90°), wo {\displaystyle \epsilon =90^{\circ }} beträgt. Ein solches Dreieck verbindet z. B. ein Viertel des Äquators mit dem Nordpol. Gemäß der obigen Rechenvorschrift sind die drei Winkel jeweils um {\displaystyle {\tfrac {\epsilon }{3}}={\tfrac {90^{\circ }}{3}}=30^{\circ }} zu verringern, so dass sich mit 60° jeweils der Winkel ergibt, den ein ebenes gleichseitiges Dreieck aufweist.